# Wahl zum Oldenburgischen Landtag 1911
Die Wahl zum Oldenburgischen Landtag 1911 fand am 29. September (Hauptwahl) und 13. Oktober (Stichwahlen) statt und bestimmte erstmals in direkter Wahl die Abgeordneten zum Oldenburgischen Landtag.

## Hintergrund

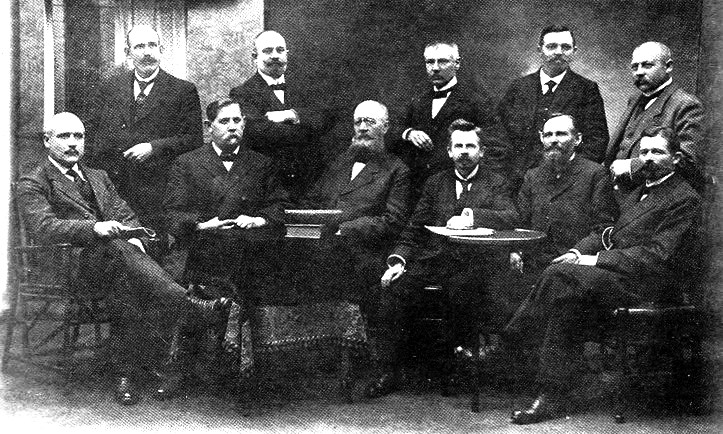
SPD-Fraktion im oldenburgischen Landtag 1916

Die indirekte Wahl der Landtagsabgeordneten wurde durch das Wahlgesetz vom 17. April 1909 abgeschafft (siehe auch Wahlrecht in den deutschen Einzelstaaten bis 1918#Oldenburg). 1911 wurde der Landtag erstmals direkt gewählt.
Der Abgeordnete Johann Ahlhorn (FVP) legte am 20. Januar 1903 einen Antrag auf direkte Wahl vor. Nachdem sich am 7. Oktober 1904 der Landtag mit 32 zu 7 für diese Vorlage entschieden hatte, wurde eine Regierungskommission eingesetzt. Nach langwierigen Verhandlungen wurde am 17. April 1909 das „Gesetz für das Großherzogtum, betreffend die Wahl der Abgeordneten zum Landtage“ veröffentlicht. Die Wahl erfolgte nach diesem Gesetz nun unmittelbar und geheim. Wahlrecht hatten Männer ab 25 Jahren. Eine Besonderheit war die Regelung, dass Wähler ab 40 Jahre über eine Zweitstimme verfügten. Das Wahlrecht wurde mit 35 zu 9 Stimmen im Landtag gegen die Stimmen der SPD und der Linksliberalen angenommen.

## Wahlergebnis
Die Parteien, die die Wahlrechtsreform abgelehnt hatten, wurden die großen Gewinner der Neuregelung. Der 1908 gewählt Landtag bestand aus 14 Liberalen, 18 Agrariern, 8 Vertretern des Zentrums und 4 Abgeordneten der SPD.
In der ersten Runde der Wahl des 32. Oldenburgischen Landtags waren 26 Mandate besetzt worden. Davon konnten NLP und BdL 8, das Zentrum 7, die FVP 5 und die SPD 8 Mandate erringen. Die restlichen 17 Mandate wurden in Stichwahlen am 13. Oktober (die Stichwahl im Wahlkreis 8 (Rüstringen-Bant) fand erst am 17. Oktober statt) besetzt. Damit ergab sich ein Endergebnis von 10 Mandaten für NLP und BdL, 9 Mandate für das Zentrum, 14 Mandate an die Fortschrittliche Volkspartei und 12 an die SPD.
Die Einführung des direkten Wahlrechtes hatte damit einen deutlichen Linksruck im Parlament ausgelöst.